# Platygaster orus
Platygaster orus är en stekelart som beskrevs av Walker 1836. Platygaster orus ingår i släktet Platygaster och familjen gallmyggesteklar. Inga underarter finns listade i Catalogue of Life.